# Cobubatha
Cobubatha là một chi bướm đêm thuộc họ Noctuidae.

## Các loài
- Cobubatha albiciliatus Smith, 1903
- Cobubatha dissociata Dyar, 1912
- Cobubatha dividua Grote, 1879
- Cobubatha hippotes Druce, 1889
- Cobubatha inveterata Dyar, 1914
- Cobubatha ipilla Dyar, 1916 (đồng nghĩa: Cobubatha rustica Dyar, 1918)
- Cobubatha lixiva Grote, 1882 (đồng nghĩa: Cobubatha basicinerea Grote, 1882, Cobubatha lixinites Dyar, 1912)
- Cobubatha megaplaga Dyar, 1912
- Cobubatha melor Dyar, 1912
- Cobubatha melorista Dyar, 1912
- Cobubatha metaspilaris Walker, 1863 (đồng nghĩa: Cobubatha punctifinis Hampson, 1910
- Cobubatha numa Druce, 1889
- Cobubatha ochrocraspis Hampson, 1910
- Cobubatha orthozona Hampson, 1910 (đồng nghĩa: Cobubatha antonita Dyar, 1911, Cobubatha victrix Dyar, 1912)
- Cobubatha cây mậnbifusa Dyar, 1912